# Салтанов, Богдан
Богда́н Салта́нов (также упоминается как Иван Иевлев(ич) Салтанов; арм. Աստվածատուր Սալթանյան; ок. 1630, Новая Джульфа — 1703, Москва) — придворный художник царя Алексея Михайловича и его преемников, главный мастер Оружейной палаты (с 1686). Автор икон, иллюстраций к рукописям, парсун. По происхождению — армянин родом из Персии.

## Биография
Настоящее имя художника неизвестно, равно и как и подробности его жизни до прибытия в Россию. Из сохранившихся документов известно, что в 1660 году в Москву ко двору Алексея Михайловича прибыл Захар Саградов — армянский купец из Новой Джульфы, посол персидского шаха Аббаса II. Среди преподнесённых им даров было медное блюдо с выгравированной сценой Тайной вечери, особо заинтересовавшее царя. Алексей Михайлович попросил купца привезти в Москву мастера, исполнившего эту работу; по всей вероятностью, блюдо было сделано в Западной Европе, но Саградов пообещал нанять если не самого мастера, то его ученика. Через шесть лет в Москву вместе с братом прибыл Богдан Салтанов, сразу же вступивший в число мастеров Оружейной палаты. Ему оказывались почести, как иноземному дворянину; в 1674 году Салтанов принял православие (в условиях Руси XVII века это было равнозначно принесению присяги царствующему дому) и был жалован уже и русским дворянством, что свидетельствует о его знатном происхождении.

## Творчество
Поначалу Салтанов работал наравне с остальными художниками под руководством поляка Станислава Лопуцкого, после его отъезда в 1670-х годах стал вторым мастером после Ивана Безмина, а в 1686 году, когда тот попал в опалу, возглавил артель Оружейной палаты. Салтанов исполнял прежде всего заказы царского двора, а не церкви, хотя и начинал с создания икон «по тафтам» (с аппликацией из шёлка в изображении одежд); даже в его работах на религиозную тему видна манера «фряжского письма», размывание границ между светской живописью и иконописью. По словам Игоря Грабаря, Салтанов и такие его современники, как Безмин и Познанский, «являются „крайней левой“ в истории русской иконописи ушаковской эпохи, — теми якобинцами, в искусстве которых исчезают последние следы и без того уже довольно призрачной традиции». Количество созданных Салтановым произведений точно не установлено; многие его работы приписываются другим его современникам (например, Ивану Безмину или Карпу Золотарёву).

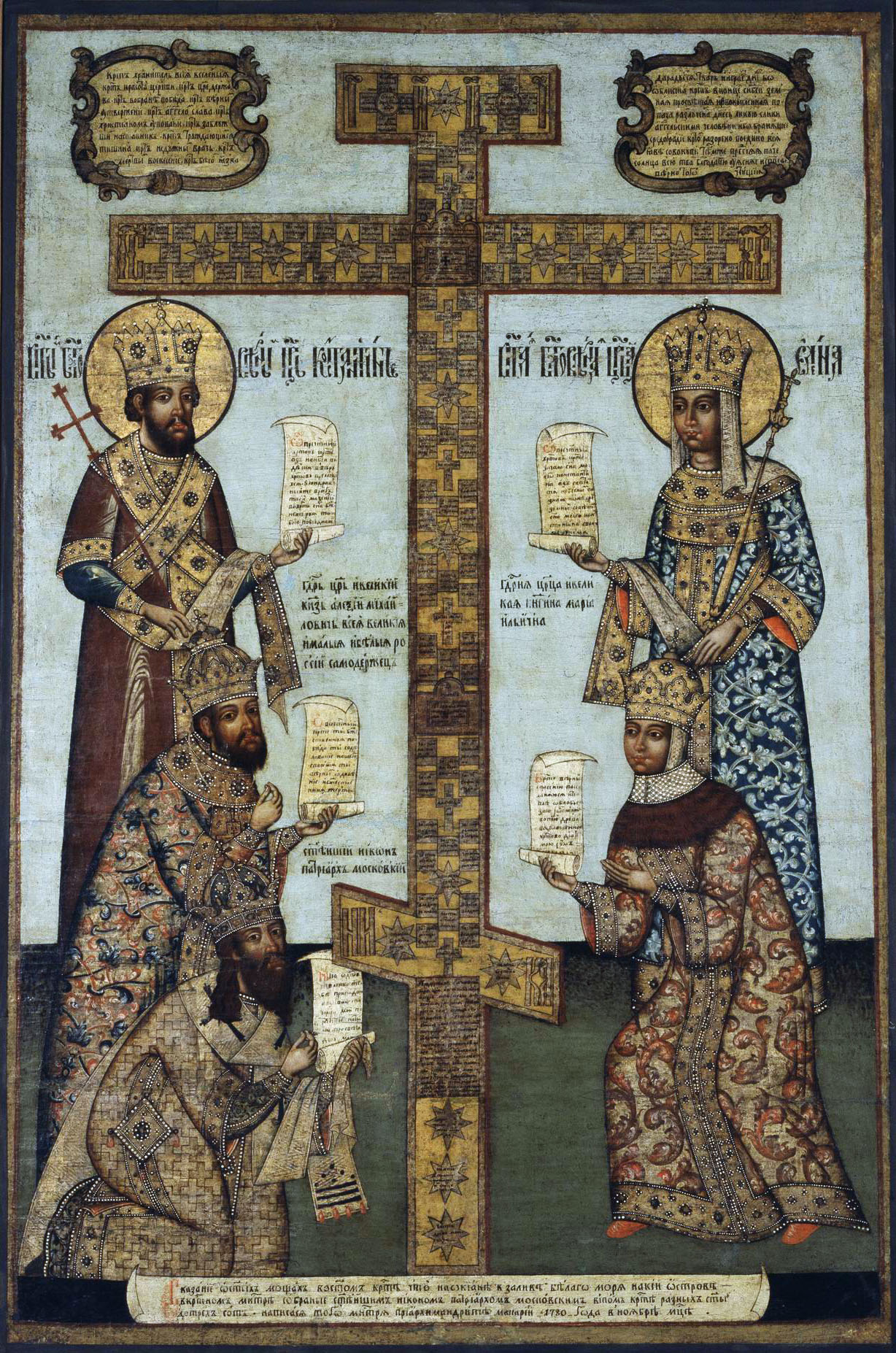
«Кийский крест с предстоящими» (слева: император Константин, царь Алексей Михайлович, патриарх Никон; справа: императрица Елена, царица Мария Ильинична)
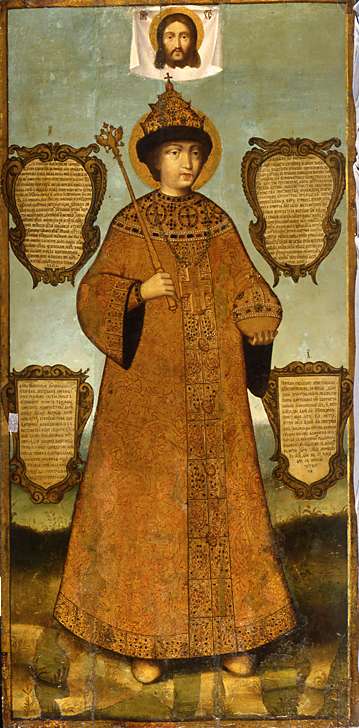
«Царь Фёдор Алексеевич перед образом Спаса Нерукотворного»